# Kostel svatého Urbana (Karlovy Vary)
Kostel svatého Urbana je nejstarší zachovanou církevní stavbou na území Karlových Varů. Nachází se ve čtvrti Rybáře. Byl postaven po roce 1500 na místě staršího kostela, který pocházel snad již z 10. století, a stavitelé přitom zřejmě využili některé z prvků původní stavby. Kostel je chráněn jako kulturní památka.
Poslední oprava kostela však byla provedena v roce 1965, poté jen postupně chátral. Počátkem 90. let se změnil v rozbořenou ruinu bez střechy, oken i dveří. Od roku 2009 však díky aktivitě Sdružení pro záchranu kostela sv. Urbana v Karlových Varech probíhá jeho obnova.

## Historie
Kostel byl vystavěn neznámým stavitelem v pozdně gotickém slohu. Kostel je poprvé zmiňován v první polovině 16. století a k roku 1541 je zde zmiňován kněz sloužící ranní mše. Další písemná zmínka pochází z roku 1550, kdy jistý Stephan ve své nadaci karlovarskému špitálu sv. Ducha určil, že část úroků má jít též na údržbu kostela sv. Urbana v Rybářích.

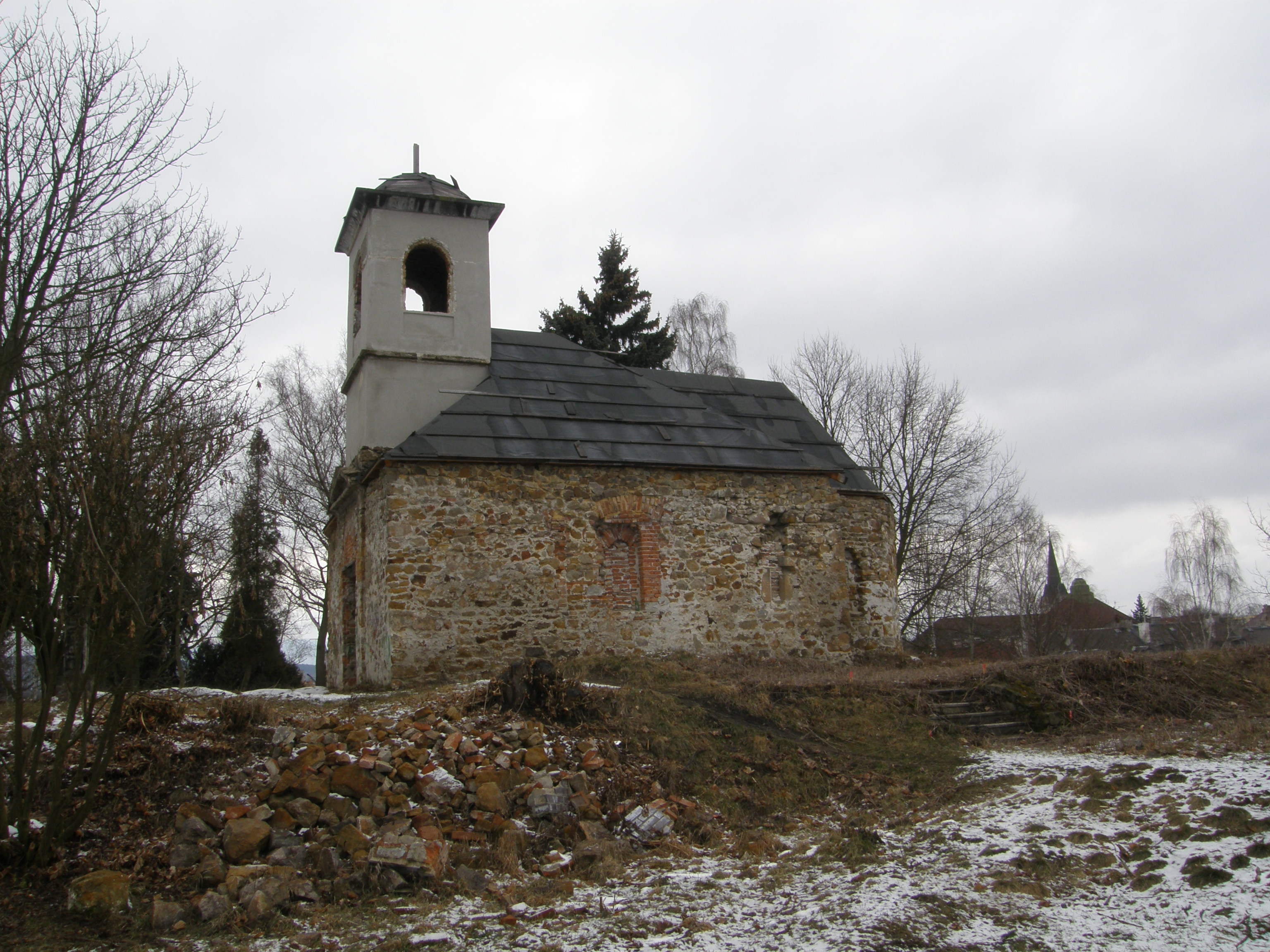
Stav kostela v roce 2013

Význam kostelíka se upevnil v roce 1711, kdy byl sv. Urban provolán patronem karlovarských pramenů. Na počátku 19. století byla stavba upravena v empírovém slohu. V roce 1818 byly strženy chór a předsíň a poté, co kostel poškodila vichřice v roce 1820, proběhla renovace v letech 1832–1833 a kostel byl znovu vysvěcen. Další všeobecná renovace proběhla v roce 1879. Kostel má polygonální kněžiště, které od jednolodního prostoru s téměř čtvercovým půdorysem odděluje triumfální oblouk, po jehož stranách se nacházejí dvě niky. Ve 30. letech 20. století mezi vybavení kostela patřily gotická dřevěná soška sv. Urbana (kolem roku 1500) a barokní dřevěná soška s tématem nešpor.
Když byl na začátku 20. století v Rybářích postaven Kostel Povýšení svatého Kříže, ztratil kostel sv. Urbana na významu a počítalo se s jeho demolicí.
V letech 1938-1939 byl kostel přeměněn na památník obětem 1. světové války. Po připojení pohraničí k nacistické Říši se stal německým Památníkem národního osvobození, po roce 1948 Památníkem Rudé armády. Při rekonstrukci probíhající od roku 2009 se pozůstatky žádného z památníků nenašly.
V roce 1982 proběhl stavebně historický a archeologický průzkum, při němž bylo zjištěno, že pískovcová ostění a triumfální oblouk ukazují na románský původ památky. Původní kostel zřejmě nebyl zcela zbořen a novější stavba využila některé jeho části.